# 皮卡布·斯特里特
皮卡布·斯特里特（英語：Picabo Street，1971年4月3日—），美国女子高山滑雪运动员。她曾代表美国参加1994年、1998年和2002年冬季奥林匹克运动会高山滑雪比赛，获得一枚金牌和一枚银牌。